# Будища (Шосткинський район)
Бу́дища — село в Україні, у Глухівській міській громаді Шосткинського району Сумської області. Населення становить 319 осіб. До 2020 орган місцевого самоврядування — Баницька сільська рада.

## Географія
Село Будища розташоване на правому березі річки Клевень, нижче за течією на відстані 1 км розташоване село Петропавлівська Слобода, на протилежному березі — село Веселе (Конотопський район).
Поблизу села є залишки староукраїнського городища.

## Історія
Село виникло у середині XVII ст. З 1648 у складі Ніжинського полку Гетьманщини, а з 1803 — у складі Чернігівської губернії.
За переказами, біля села, на крутій горі, на правому березі річки Клевень засновано Глухівсько-Петропавлівський монастир. Головне місце в ньому займав собор Петра і Павла (1697 р.), поруч з трапезною церквою. З північного боку було збудовано надбрамну Михайлівську церкву (1712 р.), з південно — західного боку два корпуси братських келій.
У 1694—1697 рр. ігуменом монастиря був український просвітитель та соратник Гетьмана Івана Мазепи святий Димитрій Ростовський (Туптало). Ці роки, ним була створена значна частина чотиритомної праці «Четьї мінеї» або «Житія Святих». 
З монастирем пов'язана діяльність ще одного поборника освіти і православ'я, учасника і духовного наставника гайдамацького руху на Правобережній Україні (Коліївщина, 1768 р.) Мельхіседека Значко-Яворського, тут його і поховано. 
З 1917 — у складі УНР, з квітня 1918 — у складі Української Держави Гетьмана Павла Скоропадського. З 1921 тут панує стабільний окупаційний режим комуністів, якому чинили опір місцеві мешканці.
Усі святині монастиря знищили російські комуністи після окупації села у 1920—30 роках. Зараз від монастиря залишилась в'їзна брама, будівля трапезної Успенської церкви, будинок Архимандрита, 2 корпуси монастирських келій та кам'яна огорожа. 
У селі встановлено пам'ятник загиблим сталінським солдатам (1957 р.)
Під час організованого  урядом СССР Голодомору 1932—1933 років комуністи замучили щонайменше 106 жителів села.
12 червня 2020 року, відповідно до розпорядження Кабінету Міністрів України № 723-р «Про визначення адміністративних центрів та затвердження територій територіальних громад Сумської області», село увійшло до складу Глухівської міської громади.
19 липня 2020 року, в результаті адміністративно-територіальної реформи та ліквідації Глухівського району, село увійшло до складу новоутвореного Шосткинського району.

## Населення

### Мова
Розподіл населення за рідною мовою за даними :
| Мова       | Кількість | Відсоток |
| ---------- | --------- | -------- |
| українська | 300       | 94.04%   |
| російська  | 19        | 5.96%    |
| Усього     | 319       | 100%     |

## Відомі люди
В селі народився Тупик Сергій Володимирович (1961) — історик, краєзнавець, заслужений працівник культури України.